# Distributed Computing Environment
De Distributed Computing Environment (DCE) is een softwaresysteem dat begin jaren negentig ontwikkeld is door de Open Software Foundation (OSF), een consortium dat in 1988 werd opgericht en waartoe onder meer Apollo Computer (sinds 1989 onderdeel van Hewlett-Packard), IBM, Digital Equipment Corporation en anderen behoorden. De DCE levert een framework en een toolkit voor het ontwikkelen van client/server-applicaties.

## Ontwerp
Het DCE-framework bestaat uit de volgende componenten:
- een remote procedure call (RPC)-mechanisme bekend als DCE/RPC[4]
- een directoryservice[4]
- een timeservice[4]
- een authenticatieservice[4]
- een gedistribueerd bestandssysteem bekend als DCE/DFS[4]

Het DCE-systeem is in grote mate gebaseerd op onafhankelijke ontwikkelingen van diverse OSF-partners. DCE/RPC was afgeleid van het Network Computing System (NCS) dat door Apollo Computer werd ontworpen. De directoryservice was afgeleid van werk dat werd gedaan bij Digital. DCE/DFS was gebaseerd op het Andrew File System (AFS) dat oorspronkelijk werd ontwikkeld aan de Carnegie Mellon University. Het authenticatiesysteem was gebaseerd op Kerberos. Door deze functies te combineren, biedt DCE een redelijk compleet systeem voor netwerkcomputing. Elke machine op het netwerk kan zijn gebruikers authenticeren, toegang krijgen tot bronnen en ze op afstand aanroepen met behulp van een enkele geïntegreerde API.
De DCE was echter geen commercieel succes. De opkomst van internet, Java en webservices zorgde er halverwege de jaren negentig voor dat DCE naar de achtergrond verdween. Ook verschenen er concurrerende systemen zoals CORBA.